# Agathis erythrothorax
Agathis erythrothorax är en stekelart som först beskrevs av Cameron 1908.  Agathis erythrothorax ingår i släktet Agathis och familjen bracksteklar. Inga underarter finns listade i Catalogue of Life.